# Lamprologus werneri
Lamprologus werneri är en fiskart som beskrevs av Poll, 1959. Lamprologus werneri ingår i släktet Lamprologus och familjen Cichlidae. IUCN kategoriserar arten globalt som sårbar. Inga underarter finns listade i Catalogue of Life.